# 트윅스트
《트윅스트》(영어: Twixt)는 미국에서 제작된 프랜시스 포드 코폴라 감독의 2011년 공포 영화이다. 밸 킬머, 브루스 던, 엘 패닝 등이 출연하였다. 2011년 9월 4일 제36회 토론토 국제 영화제에서 처음 공개되었다.

## 줄거리
마녀사냥을 소재로 글을 쓰는 작가 홀 볼티모어는 슬럼프에 빠져있다. 한 마을에서 순회 사인회를 갖던 홀은 자신의 팬인 보안관 보비 러그레인지를 만난다. 보안관은 말뚝을 흉기로 쓰는 마을의 연쇄살인 사건에 대해 알려주며 이를 소재로 소설을 써볼 것을 제안한다. 이후 현실과 꿈이 섞여 진행된다.
꿈에서 홀은 치아 때문에 뱀파이어라(vampyra)라고 불리는 12살 짜리 팬 버지니아 "브이", 그리고 에드거 앨런 포를 만난다. 브이는 다른 고아들과 함께 목사 앨런 플로이드 밑에서 자랐는데, 목사는 브이를 추행해왔다. 목사는 고아들이 마을의 십대들을 이끄는 흡혈귀 플라밍고의 무리에 합류할 것을 우려하여 고아들에게 약을 탄 레모네이드를 먹이고 목을 베어 살해한다.
브이는 플라밍고의 모터사이클에 올라 도망치고 플라밍고는 브이의 목을 깨문다. 그러나 플라밍고의 거처에서 잠든 브이를 다시 납치해온 목사는 브이마저 죽인 뒤 목을 매달아 자살한다. 포는 브이가 실은 자신이 작품 속에서 다양하게 호명해온 어린 사촌이자 아내임을 밝힌다.
현실에서 보안관은 홀과 대화 중에 플라밍고와 그의 십대 추종자들을 비난하다가 흥분하여 홀의 머리를 내려친다. 의식을 잃은 홀에게 포는 그가 진실을 깨달을 수 있도록 환영을 보여준다. 홀의 딸은 보트를 몰다가 사고로 사망했는데, 당시 숙취 때문에 딸과 함께 하지 못했던 홀은 그에 대한 죄책감으로 슬럼프에 빠져 있었던 것이다.
꿈에서 깨어난 홀은 보안관 사무실을 찾아가는데, 보안관보는 살해 당했고, 보안관은 "유죄"라는 쪽지를 남기고 목을 매달아 자살한 상태이다. 홀은 사무실 내 영안실에 있는 시체의 얼굴을 확인하는데, 이는 다름 아닌 브이이다. 홀이 브이의 시체에서 말뚝을 뽑자 브이가 되살아나 송곳니로 홀의 목을 문다.
편집자와의 대화 장면을 통해 이전의 꿈 장면은 전부 홀의 소설 내용인 것으로 암시된다. 보안관보의 살해와 보안관의 자살은 말뚝 연쇄살인과 관련이 있었으며 그 후로 플라밍고를 목격한 사람은 없다는 인터타이틀이 올라온다.

## 출연
- 밸 킬머 - 홀 볼티모어 역
- 브루스 던 - 보비 러그레인지 역
- 엘 패닝 - 버지니아 "브이" 역
- 벤 채플린 - 에드거 앨런 포 역
- 조앤 월리 - 데니즈 역
- 데이비드 페이머 - 샘 몰킨 역
- 올든 에런라이크 - 플라밍고 역
- 앤서니 푸스코 - 목사 앨런 플로이드 역
- 돈 노벨로 - 멜빈 역
- 라이언 심프킨스 - 캐럴린 역

## 기타 제작진
- 시각 효과: 데이비드 에브너